# Wilkie Rasmussen
Pour les articles homonymes, voir Rasmussen.
Wilkie Olaf Patua Rasmussen est un homme politique des îles Cook né la 21 mars 1958 au village d'Omoka, sur l'île de Penrhyn.

## Formation
Wilkie Rasmussen fit l'essentiel de ses études secondaires et supérieures en Nouvelle-Zélande, obtenant un Bachelor of Arts,  un Master of Art et un Bachelor of Law à l'université d'Auckland.

## Vie professionnelle
Il exerça diverses professions, avocat, journaliste, s'occupant également d'une compagnie appelée Northern Traders Limited avant de devenir haut-commissaire des îles Cook en Nouvelle-Zélande de 1999 à 2002, remplacé par Robert Woonton en 2004 après que le poste eut été lassé vacant près de deux ans. 

## Carrière politique
Il s'engagea en politique à son retour de Nouvelle-Zélande, remportant en 2002 des élections partielles de la circonscription de Penhryn sous l'étiquette du Cook Islands Party. Réélu en 2004, il fut nommé ministre à portefeuilles multiples du gouvernement de Jim Marurai en 2005. Il conserva son poste après le limogeage de Geoffrey Henry, bien qu'appartenant à l'époque au même parti que ce dernier. N'ayant aucun adversaire sérieux pour les élections de septembre 2006, il remporta facilement une nouvelle victoire dans sa circonscription de Penrhyn après s'être rallié au Democratic Party. Après les élections, il fut confirmé comme ministre ayant la charge des portefeuilles du tourisme, de la culture, des ressources marines, des affaires étrangères et de l'environnement. 
Le 28 juillet 2009, il fut démissionné par Jim Marurai pour avoir tenté de renverser le gouvernement. Rasmussen en désaccord avec le nouveau budget voté le 24 préparait depuis plusieurs jours une motion de censure avec l'appui de l'opposition CIP et de deux "Demo" acquis à sa cause Tereapii Piho (Manihiki) et William "Smiley" Heather (Ruaau). À la suite de son limogeage, il déclara dans le Cook Islands News "I want to remove him (PM) because he is totally incompetent. We have been sheltering and shielding him but this is a gross injustice to the people of the Cook Islands. I will endeavour to remove him. I’m not going to give up until he vacates the post as prime minister,” he vowed “He (Marurai) is there by error – a mistake was made in his appointment. He’s a puppet and will continue to be one." . Le député de Titikaveka, Robert George Wigmore, lui succéda au gouvernement. Marurai ne lui tint, semble-t-il, pas rigueur pour ces paroles peu amènes puisqu'il réintégra le gouvernement en décembre de la même année, en compagnie cette fois-ci de ses deux comparses, Piho et Heather, à la suite du limogeage de Terepai Maoate.

## Vie personnelle
Wilkie Rasmussen est marié à Tungane (née Woonton) originaire également de Penrhyn, ils ont deux enfants et trois petits-enfants.